# Nobuyasu Ikeda
Nobuyasu Ikeda (池田 伸康 Ikeda Nobuyasu?), född 18 maj 1970 i Saitama prefektur, är en japansk före detta fotbollsspelare.
Ikeda började sin karriär 1993 i Urawa Reds. Han spelade 107 ligamatcher för klubben. 2000 flyttade han till Kawasaki Frontale. Efter Kawasaki Frontale spelade han för Mito HollyHock. Han avslutade karriären 2002.